# Burberry
Burberry es una casa británica de moda de lujo, fabricante de ropa y otros complementos. La marca también controla un negocio por catálogo y tiene una línea de fragancias. Tanto la Reina Isabel II como el Príncipe de Gales han concedido a la marca el título Proveedor Real. El Director de Diseño actual es Daniel Lee. Muchas otras personalidades, como David Beckham, Victoria Beckham, Harry Styles y Cara Delevingne han sido embajadores oficiales de la marca.

## Antiguas licencias de fabricación
Burberry ha poseído contratos de licencias para mercados concretos. Así podemos citar dos casos:
- Las líneas Burberry Black y Burberry Blue bajo licencia con Sanyo Shokai en Japón. Este acuerdo terminó en junio de 2015 y hoy en día toda la gama global de Burberry se encuentra disponible en el mercado nipón.
- La licencia de fabricación Burberrys of London creada para el mercado español con un precio más bajo. Burberrys of London cerró en 2010.

## La generalización del estilo Burberry
El año 2000 fue clave para la empresa, ya que su dibujo de cuadros escoceses empezó a verse por todas partes, a causa de la fácil reproducción técnica de su estilo, el pirateo del símbolo de prestigio y distinción social de la marca. El origen de Burberry era la gabardina que se diseñó para los oficiales británicos durante la I Guerra Mundial. Con el tiempo, se fue asociando a la cómoda elegancia de la nobleza rural inglesa. La gama Burberry no dejó de crecer durante los años 90, así como su catálogo. Sin embargo, su jefe de mercadotecnia, John Williamson, aseguró que la empresa estaba con el agua al cuello:
«Cuando caes en manos de la masificación, pierdes el control del cliente».

## Cronología

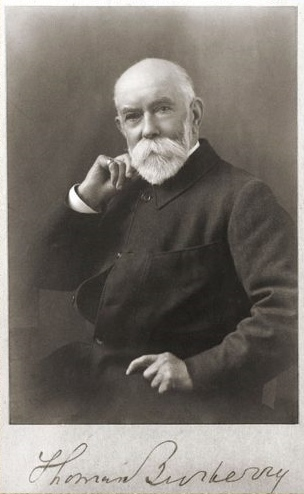
Thomas Burberry fundador de la casa que lleva su nombre.

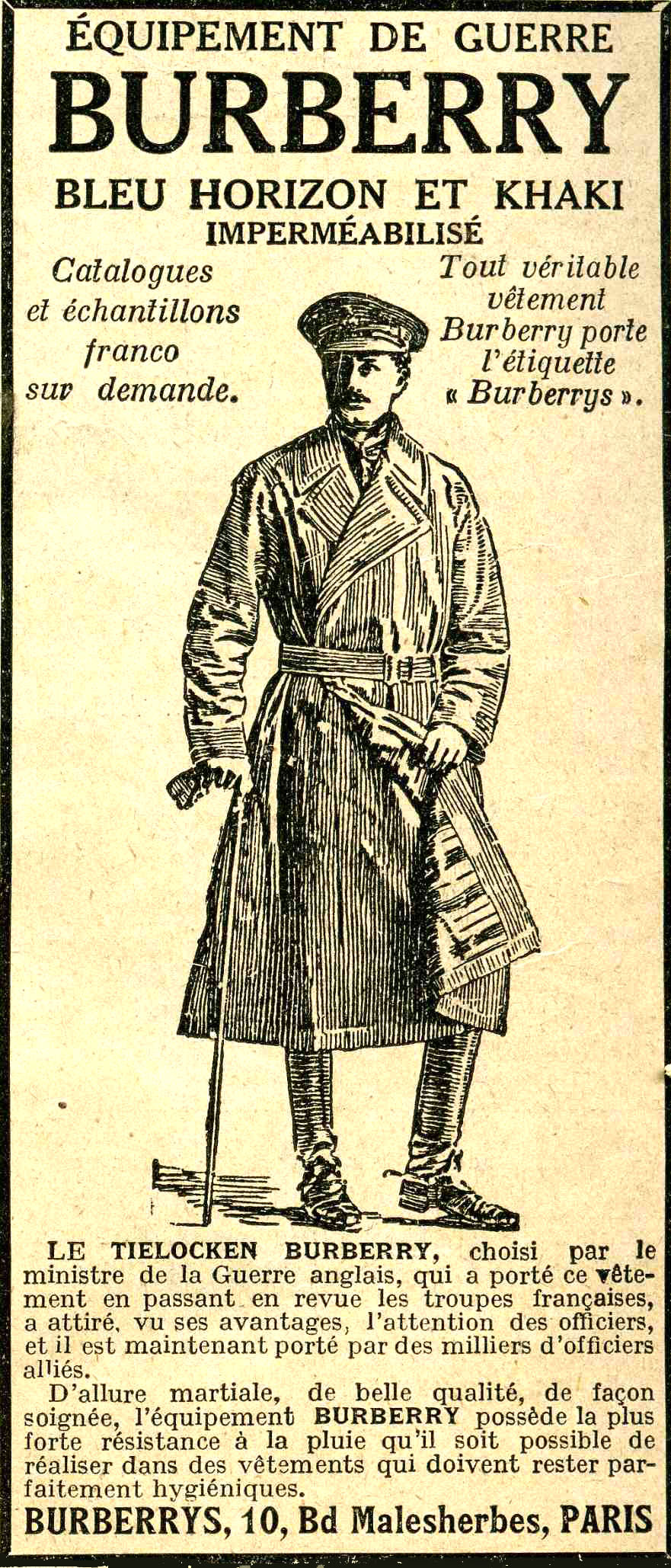
La gabardina es parte del equipo militar francés desde 1917.

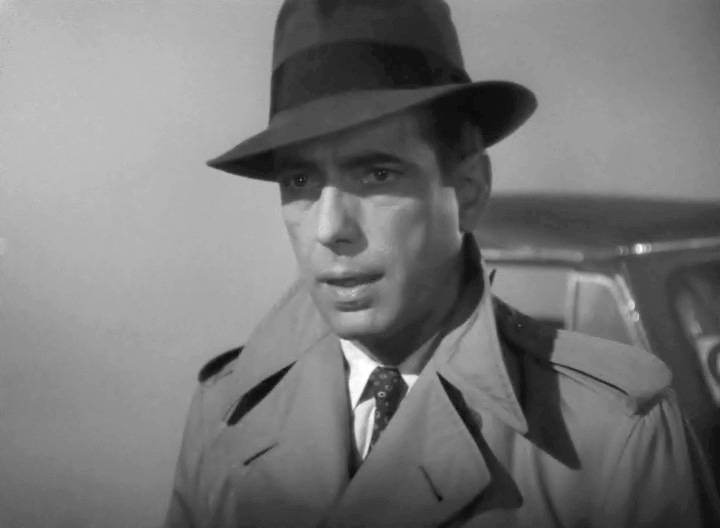
Humphrey Bogart en Casablanca.

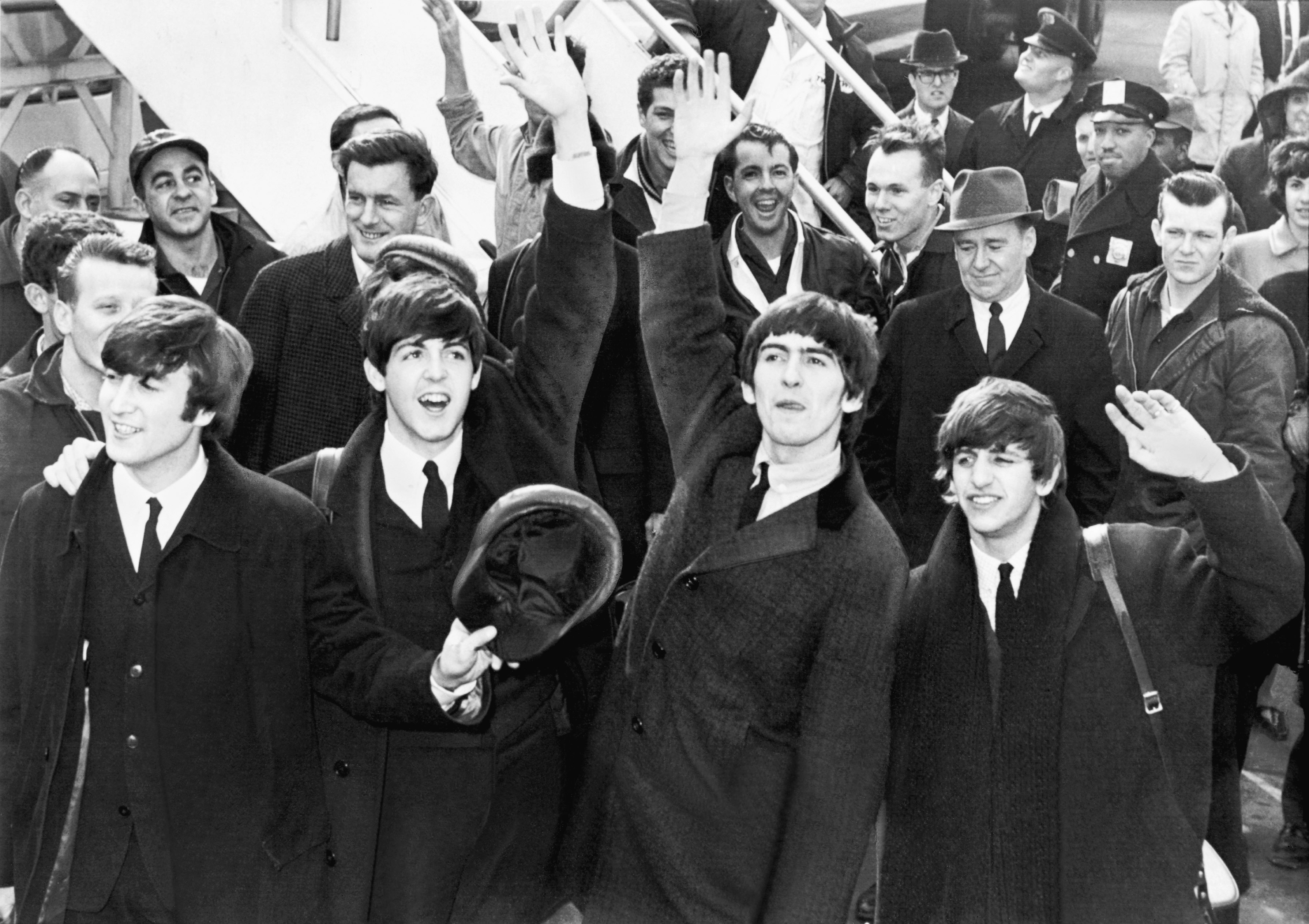
Los Beatles en el aeropuerto Kennedy, febrero de 1964.

| Año  | Hecho |
| ---- | --- |
| 1856 | Thomas Burberry funda su compañía en Basingstoke (Inglaterra), dedicada a ropa de abrigo |
| 1879 | Thomas Burberry crea un prototipo de abrigo resistente al agua |
| 1890 | Thomas Burberry y sus hijos abren una tienda en Haymarket 30, Londres |
| 1904 | La marca hace su primera aparición en la revista Vogue de Estados Unidos |
| 1910 | Burberry abre una tienda en París |
| 1914 | La British War office, encargada de la Armada Inglesa, pide a Thomas Burberry diseñar un abrigo que sustituya al pesado uniforme de la época. La respuesta es la gabardina (trench coat), que tiene inmediata aceptación |
| 1917 | El ejército francés designa a la gabardina como parte del equipo de guerra |
| 1926 | A los 91 años de edad muere el fundador de la firma, Thomas Burberry |
| 1942 | Humphrey Bogart inmortaliza la gabardina de su personaje en Casablanca. Hollywood la pone de moda con sus películas de gánster                                                                                           |
| 1960 | Burberry introduce los accesorios |
| 1964 | El uso de la gabardina por parte de The Beatles hace de la prenda un ícono de la moda juvenil masculina |
| 1970 | Burberry abre una tienda en Nueva York |
| 1997 | Rose Marie Bravo asume el control de la firma, que pasa a formar parte del exclusivo club internacional de las marcas de lujo                                                                                            |
| 2001 | El británico Christopher Bailey asume el control de Burberry |
| 2002 | Burberry abre una tienda en España |
| 2004 | Burberry abre una tienda en Moscú |
| 2006 | La actriz Rachel Weisz protagoniza la campaña del perfume Burberry London |
| 2006 | Angela Ahrendts se convierte en la CEO de Burberry |
| 2008 | Se crea la fundación Burberry, destinada a apoyar a los jóvenes fomentando y potenciando su creatividad |
| 2009 | Se lanza la página Web Art of the Trench en la que los seguidores de la marca suben sus fotos usando con prendas Burberry                                                                                                |
| 2011 | Por primera vez en la historia, una marca retransmite vía Facebook su desfile. |
| 2013 | Burberry obtiene el premio a la Marca del Año en los British Fashion Awards |
| 2014 | Angela Ahrendts deja su puesto en Burberry para ser la nueva vicepresidenta de tiendas físicas y en línea de la compañía Apple                                                                                           |
| 2014 | Christopher Bailey se vuelve el nuevo CEO de Burberry tras el abandono de Angela Ahrendts |
| 2014 | Las supermodelos Kate Moss y Cara Delevingne protagonizan la campaña del perfume 'My Burberry' |